# Cap Spartivento (Calabre)
Pour les articles homonymes, voir Cap Spartivento.
Le cap Spartivento est un promontoire qui forme l’extrémité sud-est de l’Italie, dans la province de la Calabre. C'est l’Herculis Promontorium des anciens.
Son nom, qui signifie qui partage le vent, vient de ce que, par sa position, ce cap refoule les vents qui viennent du large ou en diminue la violence.

## Source
« Cap Spartivento (Calabre) », dans Pierre Larousse, Grand dictionnaire universel du XIXe siècle, Paris, Administration du grand dictionnaire universel, 15 vol., 1863-1890 [détail des éditions].